# 被覆作物
被覆作物（ひふくさくもつ、英語: Cover crop）は、土壌侵食の防止、栄養素の保持、雑草抑制、土壌生物多様性の向上を目的に栽培される非主要作物である。収穫を主目的とせず、土壌の健康（ソイル・ヘルス）や生態系サービスを維持・強化する役割を持つ。日本では、マメ科（クローバー、ベッチ）やイネ科（ライグラス）が水田や畑作で使用され、再生農業や有機農業の一環として推進されている。「被覆作物」は「オーバークロップ」（過剰栽培、土壌疲弊を招く）と異なり、土壌保護を目的とする農法である。

## 概要
被覆作物は、主要作物の栽培期間外（休閑期）に植えられ、土壌を物理的に覆うことで保護する。主な目的は、土壌侵食防止、栄養素（特に窒素）の保持、雑草抑制、土壌微生物の活性化である。被覆作物は、土壌生物多様性を高め、炭素隔離や水循環の改善に貢献する。たとえば、マメ科の被覆作物は根粒菌を介して窒素を固定し、土壌肥沃度を向上させる。
被覆作物の種類には、マメ科（クローバー、アルファルファ、ベッチ）、イネ科（ライグラス、オーツ）、アブラナ科（マスタード、ダイコン）などがある。選択は、気候、土壌の種類、主要作物の種類に基づいて行われる。日本では、水田でのレンゲソウや畑作でのヘアリーベッチが一般的である。

## 利点
被覆作物は、以下のような利点を提供する：
- 土壌侵食防止：根系と地上部が土壌を固定し、風や雨による侵食を抑制。
- 栄養素保持：窒素やリンの流出を防ぎ、土壌に栄養を供給。
- 雑草抑制：密な被覆が雑草の成長を阻害し、除草剤の使用を削減。
- 土壌生物多様性向上：微生物や土壌動物（例: ミミズ）の生息環境を改善。
- 炭素隔離：有機物の分解を通じて土壌に炭素を蓄積。
- 水循環改善：保水力を高め、洪水や干ばつへの耐性を強化。

## 日本の取り組み
日本では、被覆作物は有機農業や再生農業の重要な要素として活用されている。農林水産省は、持続可能な農業を推進するため、被覆作物を用いた土壌管理技術を支援している。たとえば、水田でのレンゲソウ（マメ科）は、窒素固定と土壌保護に役立ち、伝統的な農法として知られる。また、里山地域では、被覆作物の導入が土壌生物多様性や生態系サービスの維持に寄与している。
地域支援型農業（CSA）や有機農家のネットワークでは、被覆作物の栽培技術が共有され、農薬依存の低減や土壌健康の向上が図られている（@otakazu, 2025）。日本の火山灰土（Andosols）は有機物保持力が高いが、酸性化が進むため、被覆作物の選定（例: 酸性耐性のマメ科）が重要である。

## 課題
被覆作物の導入には、以下の課題がある：
- コストと労力：種子購入や管理に初期投資が必要。
- 地域適応：気候や土壌に応じた作物の選定が難しい。
- 知識不足：農家への教育や技術支援が不十分。
- 競合リスク：被覆作物が主要作物と栄養や水を競合する場合がある。

日本では、火山灰土の酸性化や小規模農地の制約が、被覆作物の普及を阻む要因となっている。また、被覆作物の効果を最大化するための長期的なモニタリングやデータ収集が求められている。